# Ušní svíce

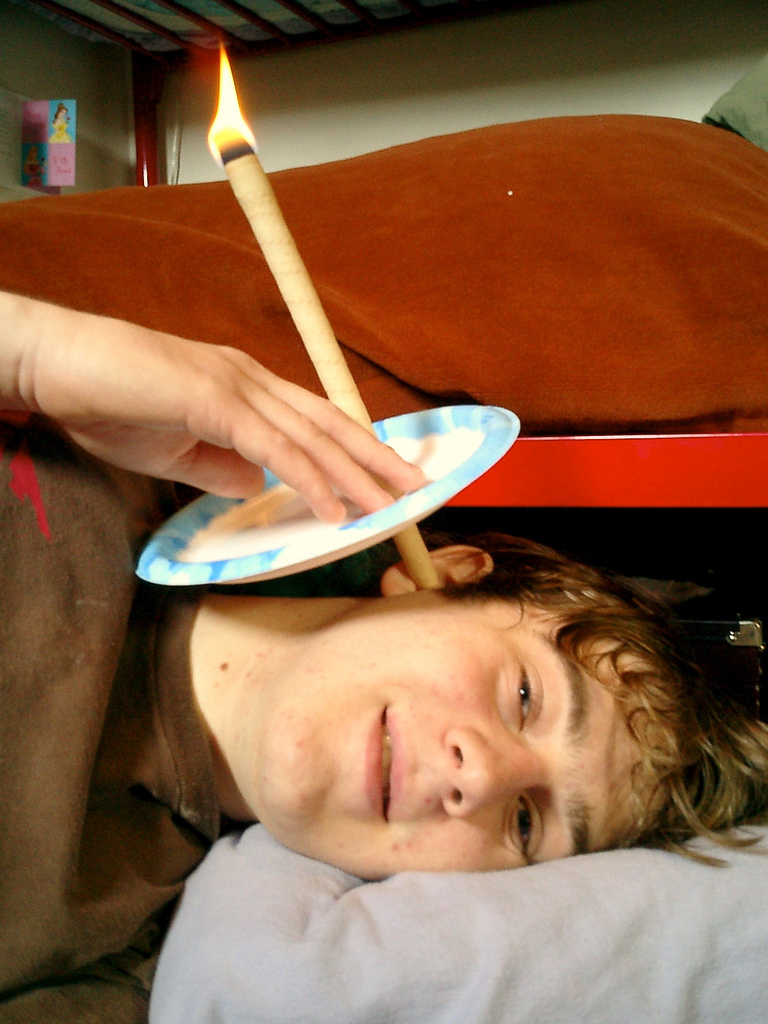
Aplikace ušní svíčky

Používání ušních svíček je metoda alternativní medicíny, která má zlepšit obecné zdraví a pohodu pálením duté svíčky zasunuté do zevního zvukovodu. Byly zveřejněny vědecké studie, které metodu považují za nebezpečnou a neefektivní.

## Postup
Konec válcovité nebo kuželovité svíčky z povoskované látky je zapálen a druhý konec vložen do zvukovodu léčeného. Tato osoba obvykle leží na boku s léčeným uchem vzhůru, svíčka je zasunuta vertikálně a prochází papírovou nebo hliníkovou (alobal) clonou, která brání možnému padání horkého vosku nebo popela. Toto je možné řešit i tím, že subjekt sedí a ušní maz ze svíčky odkapává. Některé svíčky mají vnitřní filtr, který odpad zachytává. Velikost plamene musí být regulována a svíčka musí být uhašena ve vzdálenosti zhruba 5–8 cm od ucha osoby tak, aby nedošlo k popálení pokožky.
Zastánci této metody tvrdí, že hoření vyvolává záporný tlak (komínový efekt), přičemž ušní maz a nečistoty jsou ze zvukovodu vytahovány a projeví se jako tmavé zbytky. Sezení trvají od 15 do 45 minut, přičemž se na každé ucho použijí 1-2 svíčky. Při bolesti jednoho ucha (hučení, pískání, tlak) se léčba musí provést i na ucho druhé, vyrovnává se tím tlak v Eustachově trubici.

## Kritika
V říjnu 2007 americký Úřad pro kontrolu potravin a léčiv (FDA) zveřejnil výstrahu identifikující ušní svíčky jako „nebezpečné zdraví, protože použití zapálené svíčky v blízkosti lidského obličeje přináší vysoké riziko popálení pokožky/vlasů a poškození středního ucha“.
Jiná studie z roku 1996 byla zakončena zjištěním, že při používání ušních svíček záporný tlak (komínový efekt) nevzniká a svíčky jsou tak při odstraňování ušního mazu neefektivní. Několik studií také ukázalo, že svíčky produkují stejné zbytky, i když hoří mimo pacientovo ucho, a tyto zbytky jsou jen vosk ze svíčky a saze.
Prof. Edzard Ernst publikoval kritiku: „Neexistují žádná data, která by potvrdila, že je to efektivní. Navíc, ušní svíčky jsou spojovány s poraněními ucha. Nevyhnutelný závěr je, že ušní svíčky dělají více škody než užitku. Od jejich použití by měli být lidé odrazováni.“

## Regulace produktů
V Evropě jsou některé ušní svíčky používány jako medicínské prostředky, testované na bezpečnost a nesoucí značku CE (93/42/EEC). Značku CE ovšem většinou výrobci tisknou sami. Ačkoliv jsou v USA ušní svíčky běžně k dostání, jejich prodej a import s medicínskými tvrzeními jsou ilegální. To znamená, že je nikdo nemůže prodávat jako diagnostické, léčebné nebo preventivní prostředky chránící před nemocí.

## Původ
Ačkoliv výrobci ušních svíček je často označují pojmem Hopi, nemá použití této svíčky s léčebnými metodami kmene Hopi žádnou souvislost. Vanessa Charles, mluvčí kmenové rady Hopi, oznámila, že použití ušních svíček není a nikdy nebylo metodou prováděnou kmenem Hopi. Kmen Hopi opakovaně upozorňoval Biosun, výrobce ušních svíček Hopi, aby přestal používat jméno Hopi. Biosun této žádosti nevyhověl a i nadále tvrdí, že tyto svíčky mají původ u lidu kmene Hopi.